# Legend of the Jivaro
Legend of the Jivaro –en castellano: «Leyenda del jíbaro»– es el quinto álbum de estudio como solista de la cantante nacida peruana Yma Súmac. Fue lanzado en enero de 1957 por el sello discográfico Capitol Records. «La exótica Yma Súmac presenta la auténtica y emocionante música de los cazadores de cabezas llamados jíbaros.»

## Antecedentes
Billboard anunció que este álbum iba tener arreglos musicales de Billy May. Capitol Records tuvo pensado su lanzamiento entre febrero y marzo de 1956.

## Crítica
La señorita Súmac emprende una salvaje serie de ejercicios vocales en las que interpreta una serie de auténticas melodías y danzas autóctonas de los cazadores de cabezas jíbaros de América del Sur. La señorita Sumac y su esposo, Moisés Vivanco, obtuvieron el material básico a través de un viaje al territorio salvaje con una grabadora. Esto fue entonces arreglado para la cantante, el grupo de coristas y los tambores. Las notas explican con cierto detalle lo que cada una de las canciones significan y para aquellos que quieren aumentar su propio conocimiento cultural, esto puede resultar una adición interesante para una colección.
– Billboard, 26 de enero de 1957.

## Lista de canciones
| Edición estándar (1957) |                                          |                |          |  |
| N.º                     | Título                                   | Escritor(es)   | Duración |  |
| 1.                      | «Jivaro»                                 | Moisés Vivanco | 2:51     |  |
| 2.                      | «Sejollo (Whip Dance)»                   | Vivanco        | 1:52     |  |
| 3.                      | «Yawar (Blood Festival)»                 | Vivanco        | 2:30     |  |
| 4.                      | «Shou Condor (Giant Condor)»             | Vivanco        | 2:46     |  |
| 5.                      | «Sauma (Magic)»                          | Vivanco        | 3:41     |  |
| 6.                      | «Nina (Fire Arrow Dance)»                | Vivanco        | 2:14     |  |
| 7.                      | «Sansa (Victory Song)»                   | Vivanco        | 2:48     |  |
| 8.                      | «Hampi (Medicine)»                       | Bill Hitchcock | 3:06     |  |
| 9.                      | «Sumac Sorateña (Beautiful Jungle Girl)» | Vivanco        | 1:52     |  |
| 10.                     | «Aullay (Lullaby)»                       | Vivanco        | 3:41     |  |
| 11.                     | «Wanka (The Seven Winds)»                | Vivanco        | 3:10     |  |

## Posiciones en listas
| Lista (1957)                                 | Mejor posición |
| -------------------------------------------- | -------------- |
| Estados Unidos (Best Selling Popular Albums) | 43             |